# François Hotman
Pour les articles homonymes, voir Hotman.
François Hotman, né à Paris le 23 août 1524 et mort à Bâle le 12 février 1590, est un jurisconsulte et un écrivain polémiste français connu pour son engagement dans le calvinisme.

## Origine et parcours
Né d'un père catholique intransigeant, conseiller au Parlement de Paris, Hotman se convertit au protestantisme en 1547. Il s'installe en Suisse puis à Strasbourg où il enseigne et publie des ouvrages. Il soutient par ses écrits ses coreligionnaires opprimés en France et contribue à construire le discours de résistance à l'oppression, tel qu'il sera diffusé au moment de la conjuration d'Amboise en mars 1560. Sa famille en France était restée catholique. Son frère, Antoine Hotman, fut plus tard un soutien actif de la Ligue. Il est le père de Jean Hotman, diplomate et partisan de l'irénisme religieux.
Tenant de la rénovation des études juridiques (thème qu'il promeut notamment dans son Antitribonian, rédigé en 1567), dans le cadre de l'humanisme juridique, il intervient comme professeur de droit romain dans de nombreuses universités et son rôle lui ouvre les portes des cours de Prusse, de Hesse et d'Élisabeth Ire d'Angleterre. Il se rend à Francfort avec Calvin et se voit confier par les chefs huguenots allemands des missions confidentielles en se faisant accréditer par Catherine de Médicis. Il est professeur de philologie à Lausanne, puis professeur de droit à Strasbourg en 1556. Il se met au service du roi Antoine de Navarre en 1560. On lui attribue la rédaction du violent pamphlet, l’Épître au Tigre de France (1560), dirigé contre le cardinal Charles de Lorraine et les Guise, qui sont accusés de fausse piété et de licence. La conclusion du texte est un appel au bannissement : le tigre doit retourner à sa « tanière ». Il est nommé professeur de droit à Valence par l'évêque Monluc, puis à Bourges en 1567.
Pendant les guerres de religion, il est chargé du recrutement en Suisse de troupes pro-huguenotes. En 1572, après l'annonce des massacres de la Saint-Barthélemy, il s'enfuit de Bourges où il vivait et s'installe à Genève. Il passe les dernières années de sa vie en exil en Suisse. Il meurt à Bâle en 1590.

## Franco-Gallia
Son ouvrage le plus important est Franco-Gallia (La Gaule française), composé en réaction au massacre de la Saint-Barthélemy et publié en latin en 1573 puis en français en 1574. Il eut un grand retentissement et inspira les générations futures. Sa théorie a été comparée avec celle du contrat social de Jean-Jacques Rousseau. Il y présente un idéal d'habileté politique protestante et propose un gouvernement représentatif et une monarchie élective. Il affirme que la couronne de France n'est pas héréditaire mais élective et que les gens ont le droit de déposer et de créer des rois.

### Impact politique
C'est un livre élément de la fondation de la théorie en voie de développement de démocratie représentative. Il s'agit du premier « programme politique » des huguenots dans l'éventualité d'une accession au pouvoir. L'ouvrage est très célèbre à son époque. Les théories de Hotman ont influencé de dirigeants politiques tels que Fidel Castro, qui en 1953 justifia la légitimité de son mouvement dans son discours « L'histoire m'absoudra » en citant Hotman : « Entre un gouvernement et ses sujets, il y a un lien, ou contrat, et les gens peuvent se soulever contre la tyrannie d'un gouvernement lorsque celui-ci viole ce pacte. »[réf. nécessaire].

### Contenu
Hotman considère qu'à l'origine surgissent un certain nombre de règles et que la souveraineté réside dans le peuple du royaume. Il se lance dans une démonstration et s'élève contre l'absolutisme en fait et en droit. Il propose un retour aux anciens us et coutumes de France et écrit : « Sur le territoire, il y avait des hommes qui étaient merveilleusement sages et avisés. Il faut aussi revenir à leurs institutions politiques qui étaient tempérées. » Il rappelle que les carolingiens devaient leur couronne à l'élection. Puisque le Roi est élu, la source du pouvoir réside dans le peuple qui a délégué une partie de son pouvoir sans s'être dessaisi de cette souveraineté.
Le peuple a "prêté" le pouvoir et il est impératif que le Roi consulte régulièrement les États Généraux qui assurent une continuité des plaids carolingiens en lesquels réside le principe de souveraineté. Le Roi doit donc les convoquer et les associer à la loi. Si le Roi ne le fait pas, il ne gouverne plus pour l'utilité générale, et il y a rupture du pacte social. La révolte des sujets est par conséquent légitime. On est face à la remise en cause de la théorie de l'origine divine du pouvoir en faveur de la souveraineté populaire.
Dès sa première parution, Franco-Gallia donna lieu à une polémique politique et entraîna plusieurs réponses et réfutations, notamment Ad Franc. Hotomani... Responsio (1575), attribué tantôt à Jean Papire Masson, tantôt à Antoine Matharel, et Contra Othomani Francogalliam Libellus de Pierre Turrel (1576).

## Œuvres

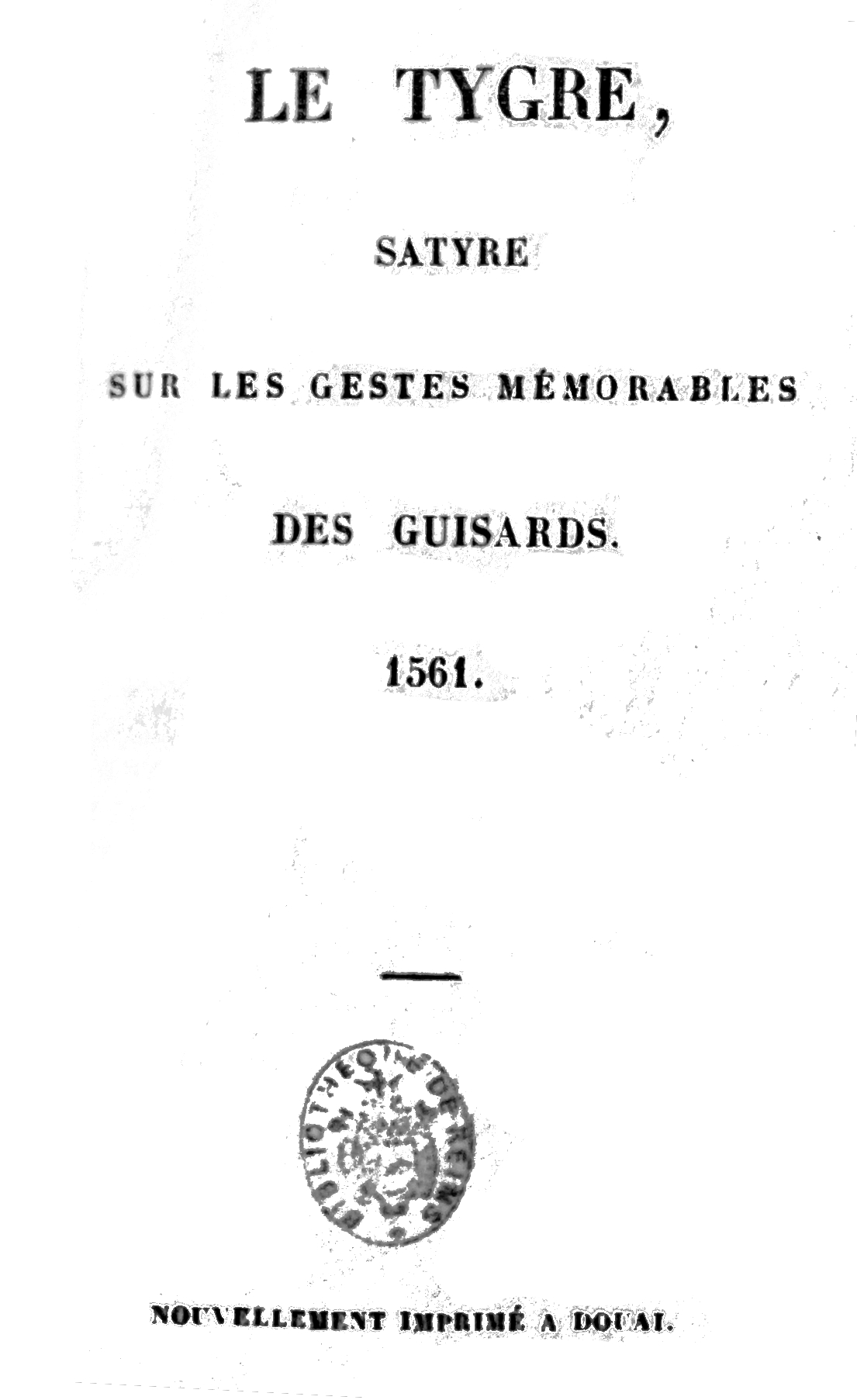
Le Tygre, Satire sur les gestes mémorables des guisards, édition de 1842, Bibliothèque Carnegie (Reims).

- (la) Francisci Hotomani Commentariorum in Orationes M. T. Ciceronis Volumen Primum (1554).
Texte en latin et commentaires en grec de Hotman sur les discours de Cicéron.
- (la) Francogallia (1573). Deuxième édition : Libellus Statuum veteris Rei publica Gallicae, tum deinde a Francis occupatam describens (1574).
Traduction française : La Gaule française, Fayard, Paris, 1991.
- (la) Franc. Hotomani juriscons. De feudis commentatio tripertita: hoc est, Disputatio de jure feudali, Commentarius in usus feudorum, Dictionarium verborum feudalium, Lyon, 1573
Ouvrage sur le droit féodal.
- (la) François Hotman et Jean de Terrevermeille, Fr. Hotom.,... Disputatio de controversia successionis regiae inter patruum et fratris praemortui filium. Joannis de Terra Rubea,... Tractatus de jure legitimi successoris in hereditate regni Galliae, Francfort-sur-le-Main, 1585, 219 p. (OCLC 492528228, BNF 30619123, lire en ligne).
- (la) François Hotman et Jean de Terrevermeille, Franc. Hotomani jurisconsulti Consilia, tum in civilibus, tum in criminalibus caussis exposita : & partim ad antiquam veterum jurisconsultorum, partim ad forensem doctorum & pragmaticorum consuetudinem accommodata. Accessit ejusdem auctoris disputatio illustris De controversia patrui et nepotis in regni successione Item Joh. de Terra Rubea veteris doctoris Tractatus de jure futuri successoris legitimi in regiis hereditatibus. Cum duobus indicibus, priori argumentorum singulorum, posteriori rerum & verborum memorabilium quæ hoc volumine continentur, Genève, Eustache Vignon, 1586 (OCLC 458118104, BNF 30619117, lire en ligne).
- L'Anti-Tribonian (1603).
Hotman attaque le ralliement de ses collègues à la théorie du droit romain.
Traduction française : Antitribonian, ou, Discours d'un grand et renommé iurisconsulte de nostre temps sur l'estude des loix, Presses universitaires de Saint-Étienne, 1998.
- (la) Observationes de jure connubiorum : hoc est, de sponsalibus et matrimoniis rite contrahendis ac dissolvendis, seu Repudijs & Divortijs tam veterum Romanorum quam hominum nostri seculi (1618).
- Le Tigre de 1560, reproduit pour la première fois en fac-simile d'après l'unique exemplaire connu, édité par Ch. Read, Paris, Académie des bibliophiles, 1875 (réédition Slatkine, 1970).